# Clitòria

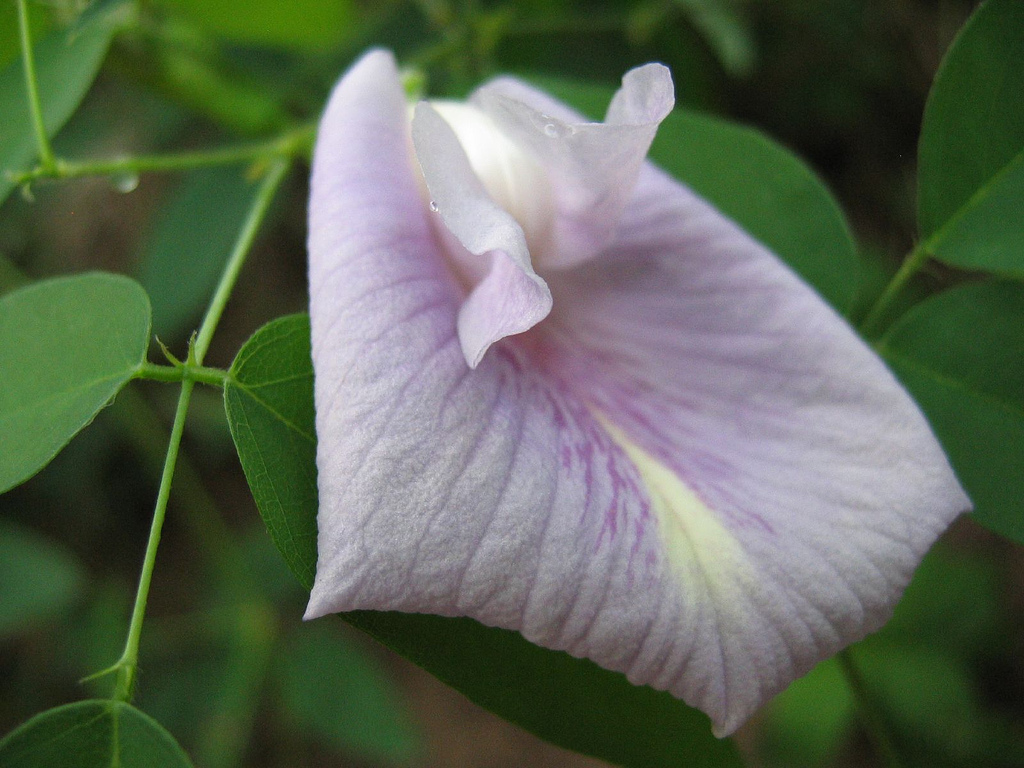
Clitoria mariana

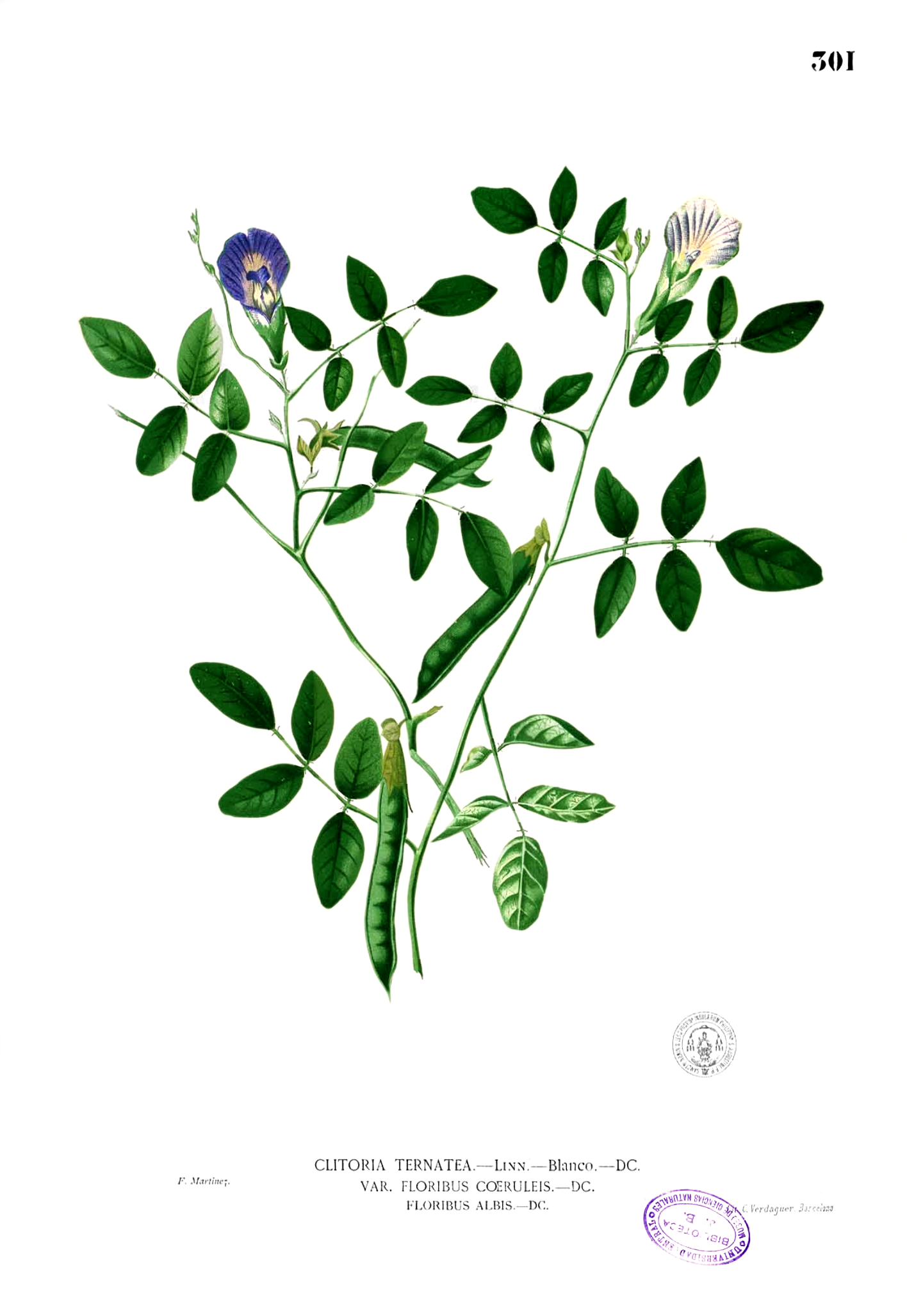
Varietats de flors blaves i blanques de Clitoria ternatea

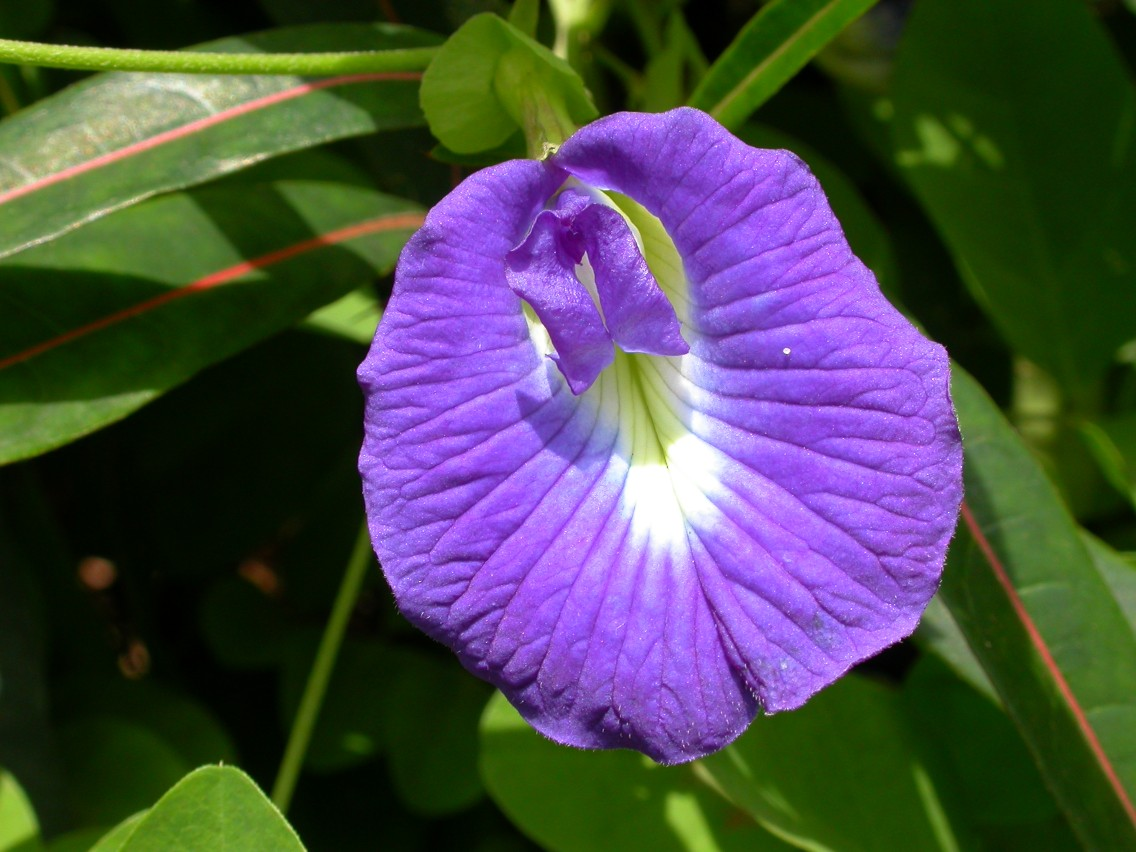
La forma de les flors de Clitoria va inspirar el nom del gènere

Clitòria (Clitoria) és un gènere de plantes amb flor de la família de les papilonàcies (Fabaceae).

## Particularitats
Són plantes de les zones temperades d'Euràsia i Amèrica. Són polinitzades pels insectes.
A l'Àsia del sud-est les flors de la Clitoria ternatea es mengen i es fan servir per obtenir colorants blaus per aliments. També tenen usos medicinals a la medicina ayurvèdica del subcontinent indi.

## Origen del nom
La forma de les flors de Clitoria va inspirar el nom del gènere, basat en els genitals femenins humans.
La primera espècie descrita va rebre el nom Flos clitoridis ternatensibus el 1678 de la mà de Rumpf, un botànic alemany empleat per la Companyia Holandesa de les Índies Orientals. Posteriorment fou considerat un nom adient per Johann Philipp Breyne el 1747.
En moltes llengües dels països asiàtics on es troben naturalment aquestes plantes els noms vulgars tradicionals fan una referència directa, o indirecta (mitjançant paraules com conquilla o petxina), al clítoris o la vulva de la dona.
Durant els segles passats el nom d'aquest gènere, considerat de mal gust per alguns, ha donat lloc a múltiples controvèrsies entre botànics. Entre els botànics que es varen oposar a l'ús d'aquest terme cal destacar James Edward Smith el 1807, Amos Eaton el 1817, Michel Étienne Descourtilz el 1826 i també Eaton i Wright el 1840. Algunes alternatives menys explícites sexualment com Vexillaria (Eaton 1817) o Nauchea (Descourtilz 1826) foren proposades, però cap de les propostes va prosperar i el gènere Clitoria ha sobreviscut sense canvis fins als temps actuals.

## Taxonomia
- Clitoria albiflora Mattei
- Clitoria amazonum Benth.
- Clitoria andrei Fantz
- Clitoria angustifolia Kunth
- Clitoria annua J. Graham
- Clitoria arborea Benth.
- Clitoria arborescens R. Br.
- Clitoria australis Benth.
- Clitoria biflora Dalziel
- Clitoria brachystegia Benth.
- Clitoria bracteata Poir.
- Clitoria brasiliana L.
- Clitoria cajanifolia (C. Presl) Benth.
- Clitoria capitata Rich.
- Clitoria dendrina Pittier
- Clitoria fairchildiana R. A. Howard
- Clitoria falcata Lam.
- Clitoria fragrans Small
- Clitoria glycinoides DC.
- Clitoria guianensis (Aubl.) Benth.
- Clitoria heterophylla Lam.
  - Clitoria heterophylla var. heterophylla
  - Clitoria heterophylla var. pedunculata (Bojer ex Benth.) Fantz
- Clitoria javitensis subsp. javitensis
- Clitoria laurifolia Poir.
- Clitoria linearis Gagnep.
- Clitoria mariana L.
- Clitoria mearnsii De Wild.
- Clitoria mexicana Link
- Clitoria moyobambensis Fantz
- Clitoria nana Benth.
- Clitoria pedunculata Bojer ex Benth.
- Clitoria pinnata (Pers.) R. H. Sm. i G. P. Lewis
- Clitoria plumieri Turpin ex Pers.
- Clitoria polyphylla Poir.
- Clitoria racemosa G. Don
- Clitoria racemosa Benth.
- Clitoria rubiginosa Pers.
- Clitoria sagotii Fantz
- Clitoria schiedeana Schltdl.
- Clitoria stipularis Benth.
- Clitoria tanganicensis Micheli
- Clitoria ternatea L. - petxineta blava
- Clitoria virginiana L.
- Clitoria woytkowskii Fantz
- Clitoria zanzibarensis Vatke